# George Young (muzyk rockowy)
George Redburn Young (ur. 6 listopada 1947 w Glasgow, zm. 22 października 2017) – australijski muzyk rockowy, autor piosenek i producent muzyczny. Był współautorem międzynarodowych przebojów „Friday on My Mind” (1966) i „Love Is in the Air” (1977), a także producentem współpracującym z hardrockowym zespołem AC/DC, w którym gra jego młodszy brat Angus (do 2014 roku członkiem zespołu był także Malcolm).

## Życiorys
Urodził się we wschodnim Glasgow w Szkocji, jego ojciec William i matka Margaret (z domu Young) wyemigrowali do Australii w 1963 roku. Jego starszy brat Alex był późniejszym członkiem grupy Grapefruit. W latach 60., w Sydney, Young rozpoczął karierę jako gitarzysta rytmiczny w zespole The Easybeats, osiągając z nimi międzynarodowy sukces. Napisał prawie wszystkie ich piosenki, najpierw z wokalistą Steviem Wrightem, a później z gitarzystą prowadzącym Harrym Vandą.
Kiedy zespół The Easybeats rozpadł się, Vanda i Young skoncentrowali się na pisaniu i produkcji popowych i rockowych piosenek dla innych artystów. Jedną z grup, która nagrywała w ich studiu, był ich własny zespół Marcus Hook Roll Band, założony z braćmi Malcolmem i Angusem oraz z Vandą.
Razem z Vandą Young współtworzył wczesne albumy AC/DC, takie jak High Voltage (1976) i Powerage (1978). Krótko – podczas wczesnej kariery grupy AC/DC – był też ich gitarzystą basowym. W 2000 roku wyprodukował album AC/DC – Stiff Upper Lip.

## Produkcje spółki Vanda/Young
- Stevie Wright
- AC/DC
- John Paul Young
- The Angels(inne języki)
- Rose Tattoo
- Flash and the Pan

## Piosenki napisane przez spółkę Vanda/Young
- 1966: „Friday on My Mind(inne języki)” – The Easybeats
- 1968: „Good Times” – The Easybeats, INXS z Jimmym Barnesem
- 1977: „Love Is in the Air(inne języki)” – John Paul Young
- 1979: „Walking in the Rain(inne języki)” – Flash and the Pan, Grace Jones
- 1983: „Waiting for a Train(inne języki)” – Flash and the Pan (Wielka Brytania: #7)[5]